# Elizabetina otroška bolnišnica
Elizabetina otroška bolnišnica, tudi Bolnica kraljice Elizabete in Elizabetinum, je bila zasebna pediatrična bolnišnica v Ljubljani, prva tovrstna ustanova na Slovenskem. Ustanovili so jo leta 1865 premožni meščani z donacijami, uradna pokroviteljica pa je bila avstrijska cesarica Elizabeta (Sissi), po kateri je bila ustanova tudi poimenovana. Kot dobrodelna ustanova je zagotavljala brezplačno zdravljenje otrok siromašnejših Ljubljančanov. Pogovorno je bila do konca prve svetovne vojne znana tudi kot »nemška bolnica«, saj je bilo zdravstveno osebje v začetku 20. stoletja izključno nemško.
Kot samostojni zavod je delovala do leta 1934, ko je bila pripojena kot poseben oddelek splošni državni bolnišnici (današnji Univerzitetni klinični center Ljubljana).

## Zgodovina
Sredi 19. stoletja je bil v Ljubljani edini zavod za otroke najdenišnica ob cerkvi sv. Florijana na Florjanski ulici (zdaj Gornji trg), bolj nekakšna hiralnica za zapuščene otroke in sirote. Prvo pobudo za pravo pediatrično ustanovo je dal ljubljanski učitelj porodništva Bernard Pachner leta 1843, toda avstrijska oblast ni imela posluha za takšno zamisel v obdobju pomladi narodov. Več uspeha je imel dve desetletji kasneje kirurg in mestni fizik Viljem Kovač, ki je pridobil podporo takratnega župana Etbina Coste. Ustanovili so »damski komite« za zbiranje prispevkov, Kovačeve pozive po ustanovitvi pa so objavili ljubljanski časopisi, kot sta Triglav in Novice. Odziv mestne elite je bil velikodušen in junija 1865 so ustanovili Odbor ter Društvo za vzdrževanje otroške bolnišnice, ki je prevzelo upravljanje zavoda. To je kupilo poslopje na Poljanah, na križišču današnje Poljanske ceste in Ulice Janeza Pavla II., in ga v kratkem času tudi adaptiralo ter pripravilo za uporabo.
12. avgusta 1865 je deželna vlada potrdila statut društva, novembra istega leta pa je bila svečano odprta bolnišnica z 12 brezplačnimi posteljami in eno plačljivo, za otroke premožnejših Ljubljančanov. Vse do svoje smrti 20 let kasneje je v njej brezplačno zdravil Viljem Kovač, lekarnar Albert Ramm pa je doniral zdravila. Del bolnišnice je bila tudi brezplačna ambulanta za manj nujne primere. V začetnem obdobju se je ustanova zanašala na donacije in priložnostno financiranje oblasti, v ta namen so organizirali razne dobrodelne prireditve (kulturne nastope, plese ipd.), a je bil zaradi visokih stroškov obstoj večkrat ogrožen. Finančno stanje se je izboljšalo po ukinitvi najdenišnice leta 1877, ko je takratna deželna bolnišnica pričela v otroško bolnišnico pošiljati paciente in njihovo zdravljenje tudi financirala.
Poslopje na Poljanah je kmalu postalo premajhno, zato so ga leta 1889 prodali Vincencijevi družbi, zgradili novo stavbo na Streliški ulici 11 in tudi z donacijo Kranjske hranilnice v njej uredili 30 postelj. V tem obdobju je bilo Društvo za vzdrževanje otroške bolnišnice trdno pod nadzorom skupnosti ljubljanskih Nemcev in tudi v bolnišnici je bilo zdravstveno osebje izključno nemško, po Kovačevi smrti pod vodstvom primarija Julija Schustra. Slovenci so lahko opravljali le pomožna dela. V letih 1883 do 1904 je sprejela 4451 pacientov, najpogosteje zaradi okužb dihal, skrofuloze, vnetja oči, ekcemov, vnetja prebavil, ošpic, škrlatinke in pljučne tuberkuloze.
Prva svetovna vojna je pomenila novo preizkušnjo za zavod, ki ga je za silo vzdrževala Kranjska hranilnica, del prostorov pa je bil spremenjen v vojaško skladišče. Po koncu vojne in razpadu Avstro-Ogrske je leta 1919 prevzela zavod deželna vlada za Slovenijo, saj je Društvo zaradi vojnih kreditov izgubilo vse premoženje, protislovensko zdravniško osebje na čelu s Schustrom pa je zapustilo Ljubljano. Takrat je vodenje zavoda prevzel slovenski pediater Bogdan Derč, ki po specializaciji in vrnitvi v Ljubljano leta 1907 zaradi protislovenske usmerjenosti takratnega vodstva ni dobil službe v otroški bolnišnici, zato je do konca prve svetovne vojne opravljal zasebno prakso. Derč je saniral bolnišnico, ki je bila v katastrofalnem stanju, in izvedel reorganizacijo po doktrini unitarizma – zagovarjal je celotno oskrbo pediatričnih pacientov pod isto streho (pred tem so otroke po potrebi vozili na druge specialistične klinike). Pod njegovim vodstvom je po drugi svetovni vojni otroška bolnišnica postala temelj za današnjo Pediatrično kliniko, katere prvi primarij je postal.